# Contea di Tumbarumba
La contea di Tumbarumba è una Local Government Area che si trova nel Nuovo Galles del Sud. Essa si estende su una superficie di 4.392 chilometri quadrati e ha una popolazione di 3.765 abitanti. La sede del consiglio si trova a Tumbarumba.